# Lithocarpus silvicolarum
Lithocarpus silvicolarum är en bokväxtart som först beskrevs av Henry Fletcher Hance, och fick sitt nu gällande namn av Woon Young Chun. Lithocarpus silvicolarum ingår i släktet Lithocarpus och familjen bokväxter. Inga underarter finns listade.